# Kōrakuen-Stadion

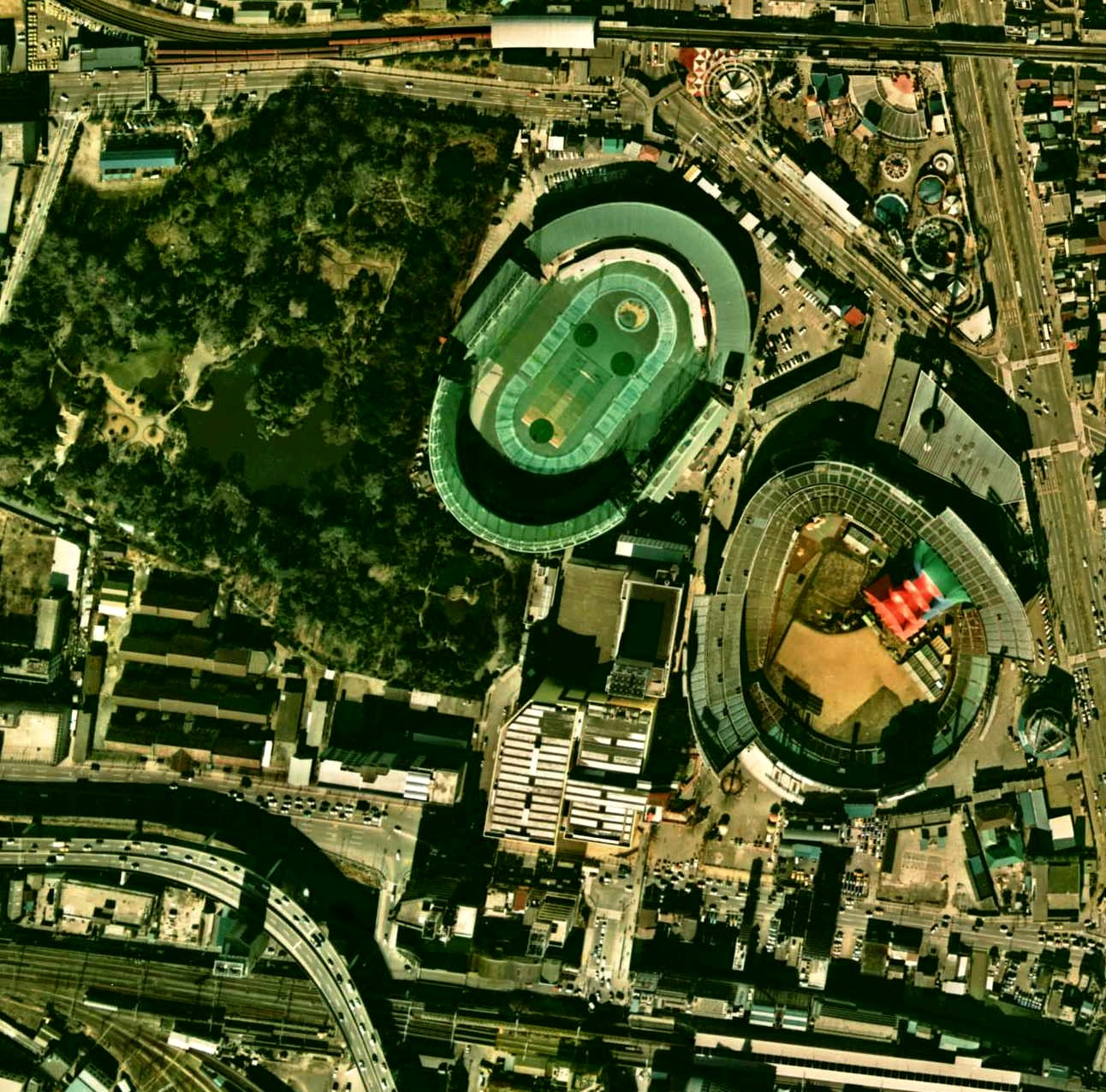
Luftbild der heutigen Tokyo Dome City von 1974: Rechts das Kōrakuen-Stadion, daneben das Kōrakuen Keirin-Stadion. Oben rechts der Vergnügungspark, links der Koishikawa-Kōrakuen-Park und am unteren Bildrand der Bahnhof Suidōbashi.

Das Kōrakuen-Stadion (jap. 後楽園球場, Kōrakuen kyūjō) war ein 1937 errichtetes Baseball-Stadion in Tokio. Es bot Platz für rund 30.000 Zuschauer. Außer Baseballspielen fanden auch andere Sportveranstaltungen wie Boxkämpfe oder Footballspiele im Kōrakuen statt. Nach der Saison 1987 wurde es abgerissen, um Platz für den Neubau des Tokyo Dome zu schaffen.
Das Stadion war durchgehend die Heimat der Yomiuri Giants, lange auch der Nippon Ham Fighters bzw. ihrer Vorläufer Tōkyū Flyers. In den 1950er Jahren trugen dort außerdem die Daiei Unions, die Kokutetsu Swallows und die Mainichi Orions ihre Heimspiele aus, so dass das Kōrakuen-Stadion zeitweise fünf Baseball-Mannschaften beherbergte.
1970 wurden die oberen Tribünen über dem Outfield erweitert und die Kapazität so um 10.000 Zuschauer erhöht. 1976 wurde im Innenraum Kunstrasen verlegt – damals ein Novum im japanischen Baseball. Im selben Jahr fand ein Preseason Game der National Football League (NFL) im Kōrakuen-Stadion statt, das erste Spiel der NFL außerhalb Nordamerikas.